# Adlullia funeralis
Adlullia funeralis är en fjärilsart som beskrevs av Swinhoe 1903. Adlullia funeralis ingår i släktet Adlullia och familjen tofsspinnare. Inga underarter finns listade i Catalogue of Life.